# Georges Guibert
Georges-Henri Guibert CSSp (ur. 5 września 1915 w Paryżu, zm. 30 września 1997) – francuski duchowny katolicki. biskup Saint-Denis-de-la-Réunion w latach 1960-1975.

## Życiorys
Święcenia kapłańskie otrzymał 10 sierpnia 1941 roku w Zgromadzeniu Ducha Świętego (Duchaczy).

## Episkopat
15 grudnia 1949 roku papież Pius XII mianował go biskupem pomocniczym Dakaru. Sakry biskupiej udzielił mu 19 lutego 1950 arcybiskup Marcel Lefebvre. W dniu 7 listopada 1960 roku papież Jan XXIII mianował go biskupem Saint-Denis-de-la-Réunion. W dniu 19 lutego 1975 roku papież Paweł VI odwołał go z tego stanowiska.